# Apollo 11 (1996)
Apollo 11 ist ein US-amerikanischer Fernsehfilm aus dem Jahr 1996 über die erste Mondlandung.

## Handlung
Der Film schildert sowohl die Vorbereitungen als auch die Durchführung der Apollo-11-Mission in den späten 1960er Jahren. Auch private Aspekte der drei Astronauten Buzz Aldrin, Mike Collins und Neil Armstrong werden beleuchtet.
Eine Schlüsselfrage ist, wer als erster der zwei Astronauten in der Mondlandefähre den Mond betreten soll. Die Wahl fällt schließlich auf Neil Armstrong, da er der Kommandant der Mission ist.

## Hintergrund
Buzz Aldrin fungierte bei diesem Film als technischer Berater. Die Erstaufführung im deutschen Fernsehen war am 1. Juni 2000 auf ProSieben.

## Kritiken
„Man glaubt ja, bereits alles über die Mondlandung zu wissen. Diese aus bisher unveröffentlichten Originalaufnahmen montierte Reise ins Weltall ist so nah dran, dass einem der Atem stockt. Regisseur Todd Douglas Miller gelingt das Kunststück, seinen Dokumentarfilm wie einen Thriller zu inszenieren, der uns vor Augen führt, was Neil Armstrong und Buzz Aldrin da eigentlich geleistet haben.“

„‚Biopic‘ mit einigen Sentimentalitäten, das die tatsächlichen Ereignisse in ein dramatisches Gerüst zwängt.“